# الحامات (أهل الواد)
الحامات هو دُوَّار يقع بجماعة باب مرزوقة، إقليم تازة، جهة فاس مكناس في المملكة المغربية. ينتمي الدوّار لمشيخة اهل الواد التي تضم 6 دواوير. يقدر عدد سكانه بـ 628 نسمة حسب الإحصاء الرسمي للسكان والسكنى لسنة 2004.

## روابط خارجية
- البوابة الوطنية للجماعات الترابية
- المندوبية السامية للتخطيط